# Стайнман, Джим
Джим Ста́йнман (англ. Jim Steinman, 1 ноября 1947 — 19 апреля 2021) — американский композитор и музыкальный продюсер, певец, автор песен.
Наиболее известен как автор самых известных хитов Мита Лоуфа. Также, в частности, работал с Бонни Тайлер.
Также Стайнман сам выпустил один альбом (Bad for Good, 1981) как певец. Альбом изначально был им написан для Мита Лоуфа, но у того был сложный период в жизни и имелись серьёзные проблемы с голосом, и тогда Джим Стейнман, сам имевший амбиции певца, решил записать его сам. Альбом Стайнмана и единственный сингл с него («Rock & Roll Dreams Come Through», вышедший в мае 1981 года) имели коммерческий успех, но музыкальные критики отмечают недостаток вокальных данных для такого помпезного материала. Позже Мит Лоуф перепевал многие песни с этого альбома на своих дисках.
По поводу кончины Стайнмана Лоуф сказал следующее: «Мы не просто знали друг друга, мы были друг другом».

## Избранные альбомы и песни (как автора)
Мит Лоуф
- Bat Out of Hell (1977)
- Bat Out of Hell II: Back into Hell (1993)
  - «I’d Do Anything for Love (But I Won’t Do That)» (1993)
  - «Objects in the Rear View Mirror May Appear Closer than They Are» (1994)

Бонни Тайлер
- «Total Eclipse of the Heart» (1983)
- «Holding Out for a Hero» (1984)